# XYZ (zespół muzyczny)
XYZ – projekt brytyjskiej supergrupy z 1981 roku, zainicjowany przez byłych muzyków Yes i Led Zeppelin.
Nazwa XYZ oznaczała miała eX Y(es) i Led Z(eppelin). Grupę utworzyli Chris Squire, Alan White i Jimmy Page. Page uważał, że zespół potrzebuje mocnego wokalisty, dlatego chciał, aby zaśpiewał z nimi Robert Plant (również z Led Zeppelin). Plant zjawił się nawet na jednej próbie w 1981 roku, ale nie zdecydował się na dołączenie do grupy. Głównie z powodu braku jego udziału projekt nie został ostatecznie zrealizowany.
W połowie lat 90. zaczęły się pojawiać bootlegi z utworami nagranymi przez XYZ w domowym studio Chrisa Squire'a w New Pipers w Virginia Water (hrabstwo Surrey) w kwietniu 1981. Prawdopodobnie pochodzą one z taśm demo skradzionych z domu Jimmy’ego Page’a w Cookham (Berkshire) w 1987. Bootlegi składają się z czterech utworów: dwóch instrumentalnych (riff z jednego z nich został użyty w albumie zespołu The Firm "Fortune Hunter"; drugi został później użyty w utworze Yes z 1997 – "Mind Drive"). Pozostałe dwa to utwory znane jako "Telephone Secrets" (lub "Telephone Spies") oraz "And (Do) You Believe It" (lub "Can You See"). Ten ostatni został nagrany przez Yes w 2001 i wydany na płycie Magnification jako "Can You Imagine".
Squire i White wydali w grudniu 1981 singel "Run with the Fox", oparty na melodii stworzonej przez XYZ. Później założyli grupę Cinema, w której występował też gitarzysta Trevor Rabin i klawiszowiec Tony Kaye. Zespół stał się w późniejszym okresie niejako drugim wcieleniem Yes i w 1983 wydał album 90125.

## Skład
- Jimmy Page – gitara elektryczna
- Chris Squire – gitara basowa, keyboard, śpiew
- Alan White – perkusja